# باول فارلي
باول فارلي (بالإنجليزية: Paul Farley)‏ هو شاعر بريطاني، ولد في 1965 في ليفربول في المملكة المتحدة.